# Nokia Lumia 625
O Nokia Lumia 625 é smartphone da Nokia com acesso a conexão 4G. É o sucessor do Lumia 620, possui o sistema operacional Windows Phone 8.

## Lançamento
O Lumia 625 foi anunciado pela Nokia em 4 de julho de 2013.

### Lançamento no Brasil
O Lumia 625 chegou ao Brasil em 16 de setembro de 2013 pelo preço inicial de R$ 1049,00.

### Lançamento em Portugal
O Lumia 625 chegou a Portugal em 10 de setembro de 2013 pelo preço inicial de 329,90 euros.

## Especificações

### Tela
O brilho é fortíssimo na configuração máxima, o que permite boa legibilidade mesmo sob a luz do sol. A resolução, de 480×800 pixels, resulta em uma definição de 201 pixels por polegada, que é suficiente para ver bem as grandes fontes do Windows Phone. Possui a proteção Gorilla Glass 2.

### Câmera
O Lumia 625 possui uma câmera de 5 megapixels com flash LED e uma câmera frontal VGA.

### Hardware e processamento
O conjunto de processamento do Lumia 625 conta com chipset Qualcomm MSM8960 Snapdragon S4, CPU quad-core de 1.2GHz e GPU Adreno 305 e memória RAM de apenas 512MB.

### Armazenamento e Micro-SIM
O Lumia 625 usa um cartão micro-SIM. Todos os dados são armazenados na memória flash 8GB com expansão via cartão SD até 64GB.

### Energia e Bateria
- Bateria interna de íon de lítio recarregável;
- Bateria não removível;
- Carga via USB do computador ou carregador de tomada;
- Tempo de conversação: Até 912 minutos em 4G;
- Tempo em espera: Até 552 horas;

### Conteúdo da caixa
- Aparelho lumia 625;
- Cabo USB Nokia;
- Carregador Nokia;
- Fone de ouvido com microfone;
- Manual de usuário.

## Personalização de cores
Há capinhas de várias cores, incluindo vermelho, amarelo, verde, branca e preta.